# Santo Domingo Agua Zarca
Santo Domingo Agua Zarca es una localidad de México perteneciente al municipio de Huasca de Ocampo en el estado de Hidalgo.

## Geografía
La localidad se encuentra en la región geográfica de la Comarca Minera; le corresponden las coordenadas geográficas 20° 9’ 7.348” de latitud norte y 98° 29’ 59.096” de longitud oeste, con una altitud de 2365 m s. n. m. Se encuentra a una distancia aproximada de 6.74 kilómetros al sureste de la cabecera municipal, Huasca.
En cuanto a fisiografía se encuentra dentro de las provincia del Eje Neovolcánico, dentro de la subprovincia de Llanuras y Sierras de Querétaro e Hidalgo; su terreno es de llanura y sierra. En lo que respecta a la hidrografía se encuentra posicionado en la región del río Panuco, dentro de la cuenca del río Moctezuma, en la frontera de las subcuencas del río Metztitlán. Cuenta con un clima templado subhúmedo con lluvias en verano, de mayor humedad.

## Demografía
En 2020 registró una población de 539 personas, lo que corresponde al 3.06 % de la población municipal. De los cuales 270 son hombres y 269 son mujeres. Tiene 116 viviendas particulares habitadas.
| Gráfica de evolución demográfica de Santo Domingo Agua Zarca entre 1900 y 2020               |
|                                                                                              |
| Población de los censos y conteos del Instituto Nacional de Estadística y Geografía (INEGI). |

## Economía
La localidad tiene un grado de marginación alto y un grado de rezago social medio.